# Evan James (poète)
Pour les articles homonymes, voir Evan James.
Evan James (connu aussi sous le nom bardique de Ieuan ap Iago) (1809-1878), un tisserand et poète gallois de Pontypridd, Rhondda Cynon Taf, a écrit les paroles de Hen Wlad Fy Nhadau (« Pays de mes ancêtres »), l'hymne national du Pays de Galles. 
Selon la légende, son fils James James, se promenait un jour de janvier 1856 sur les rives de la rivière Rhondda et la mélodie de Hen Wlad fy Nhadau lui est venue à l'esprit. Quand il parla à son père de l'air, Evan James pu composer des paroles pour l'air qui est l'actuel hymne national gallois. 
Un mémorial à Evan James et son fils, sous la forme des muses de la Poésie et de la Musique, se trouve à Ynys Angharad Park à Pontypridd.